# Gananoque Lake
Gananoque Lake är en sjö i Kanada.   Den ligger i countyt United Counties of Leeds and Grenville och provinsen Ontario, i den sydöstra delen av landet, 110 km söder om huvudstaden Ottawa. Gananoque Lake ligger 82 meter över havet. Arean är 3,3 kvadratkilometer. Den sträcker sig 2,8 kilometer i nord-sydlig riktning, och 2,6 kilometer i öst-västlig riktning.
Omgivningarna runt Gananoque Lake är en mosaik av jordbruksmark och naturlig växtlighet. Runt Gananoque Lake är det ganska tätbefolkat, med 100 invånare per kvadratkilometer.